# Sintula affinioides
Sintula affinioides är en spindelart som beskrevs av Gábor von Kolosváry 1934. Sintula affinioides ingår i släktet Sintula och familjen täckvävarspindlar. Inga underarter finns listade i Catalogue of Life.